# 렌디

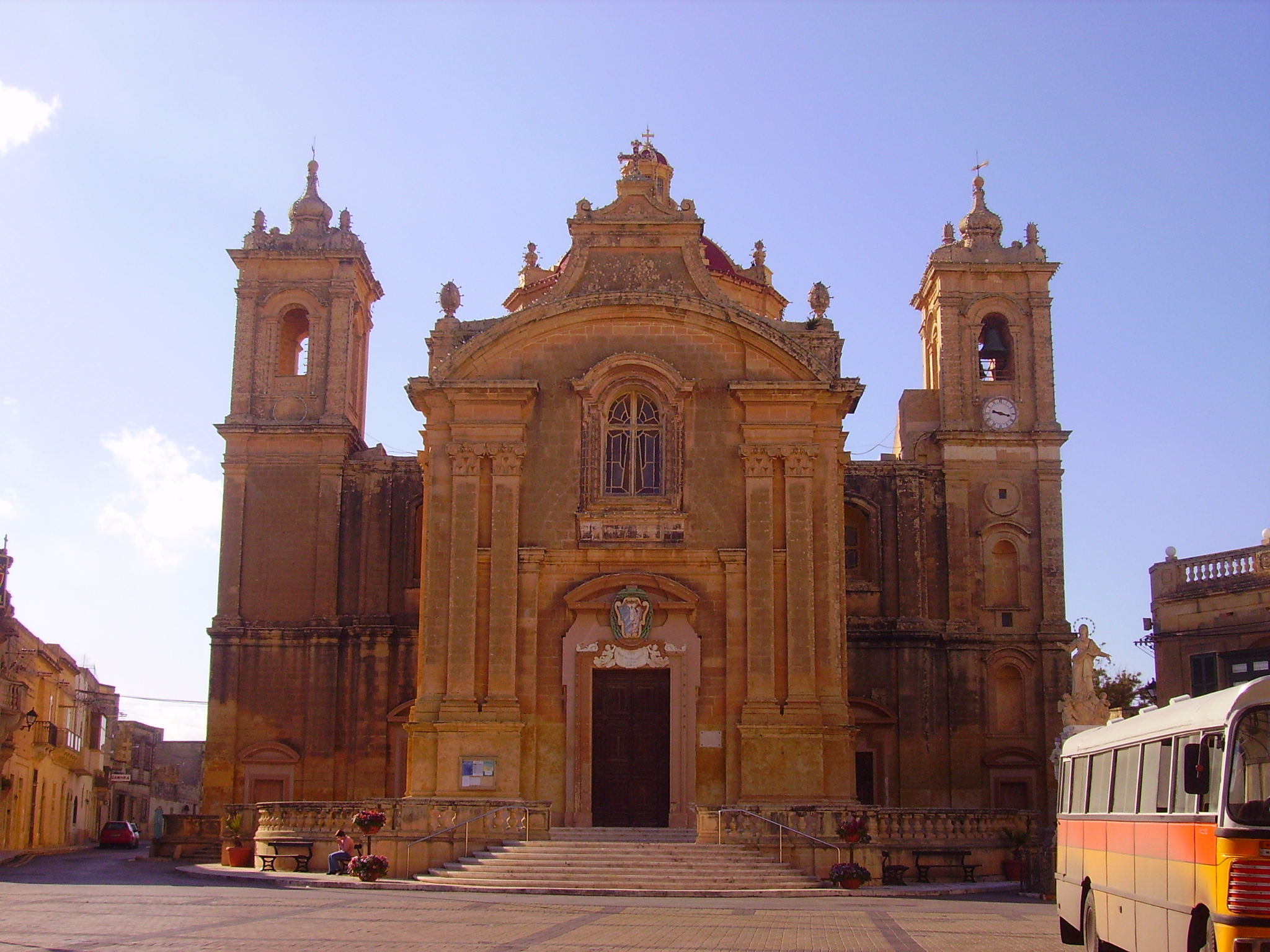
렌디 교구 교회

렌디의 위치

렌디(몰타어: Qrendi)는 몰타 남서부에 위치한 도시로 면적은 4.9km2, 인구는 58명(2008년 12월 기준), 인구 밀도는 12명/km2이다. 유네스코 세계유산으로 지정된 므나이드라 유적이 이 곳에 위치한다.

시기
시 문장